# Дамаський протокол

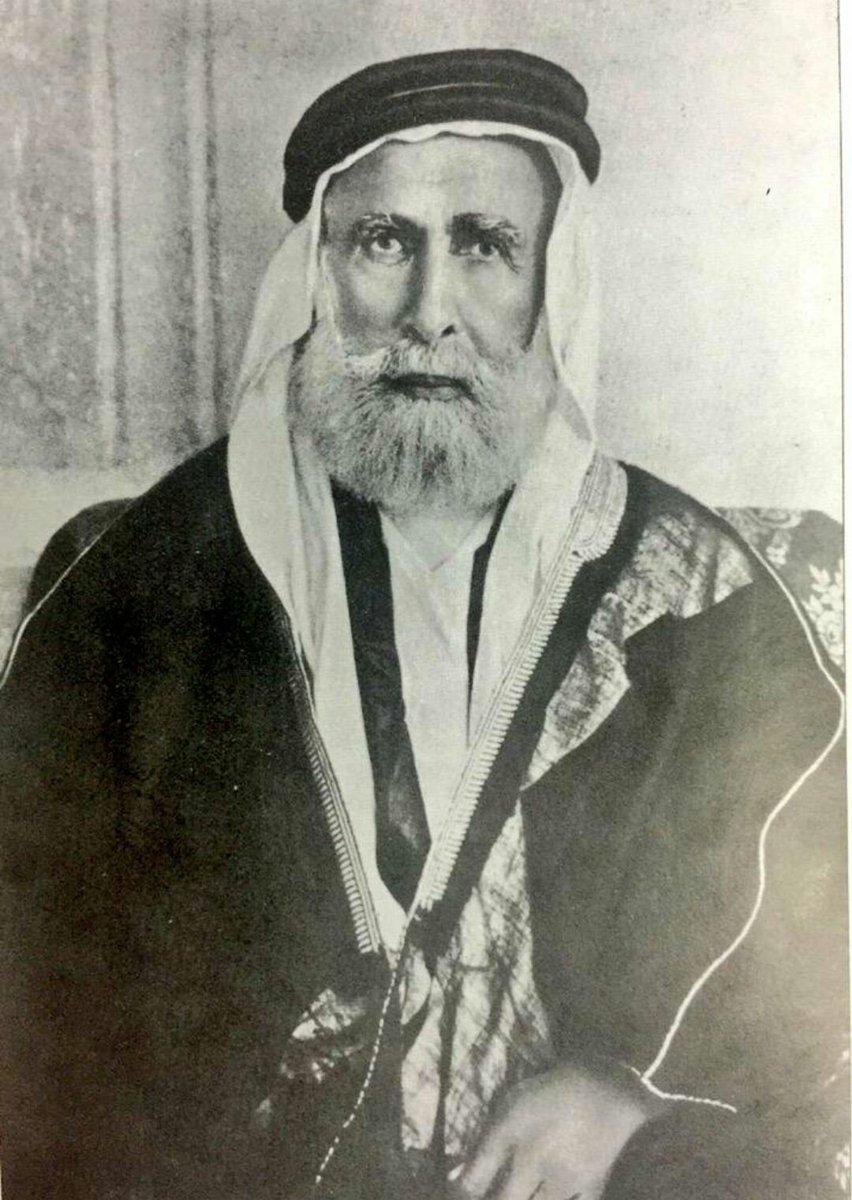
Хусейн бін Алі, шаріф Мекки

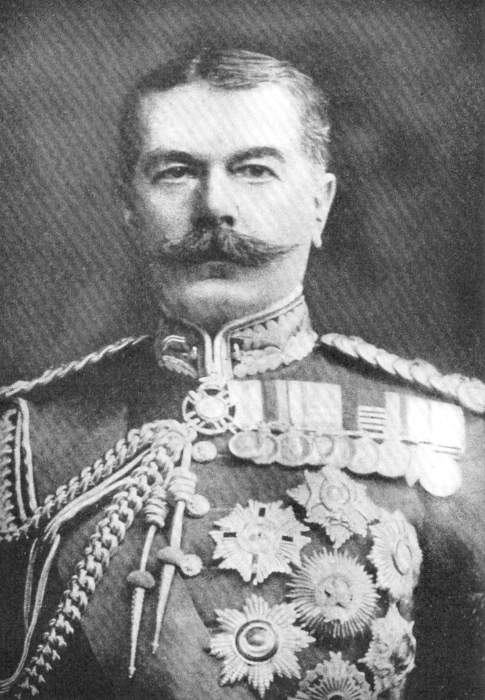
Герберт Кітченер, 1-й граф Кітченер

Дамаський протокол — таємний документ, переданий 23 травня 1915 року Фейсалу I, сину Хусейна бін Алі, короля Хіджаза і шаріфа Мекки, представниками підпільних арабських організацій Аль-Фатат і Аль-Ахд під час його другого візиту до Дамаска в ході проведення місії з консультації з османськими чиновниками в Константинополі. Керівництва таємних спільнот оголошували, що підтримують повстання Хусейна бін Алі проти Османської імперії, у разі його виникнення. У протоколі була викладена низка вимог, які вважалося будуть передані британцям, що визначали про створення на Близькому Сході незалежної арабської держави. Аль-Фатат і Аль-Ахд наполягали на тому, що усі землі Османської імперії, які лежать у Західній Азії південніше 37-ї паралелі, мають бути передані арабам для створення власної країни. Пізніше вимоги, викладені у Дамаському протоколі, стали основою у листуванні Макмагона-Хусейна.
Ключові пункти Дамаського протоколу:
- визнання Великою Британією незалежності арабських земель, що становлять сучасні Ірак, Сирію, Ліван, Йорданію, Ізраїль, Палестину, Саудівську Аравію, Ємен та інші країни Аравійського півострова[Прим. 1];
- скасування режиму капітуляції, надання іноземцям виняткових прав;
- оборонний союз між британською та арабською державами;
- «надання економічних переваг» британцям.